# Arowana dvojvousá

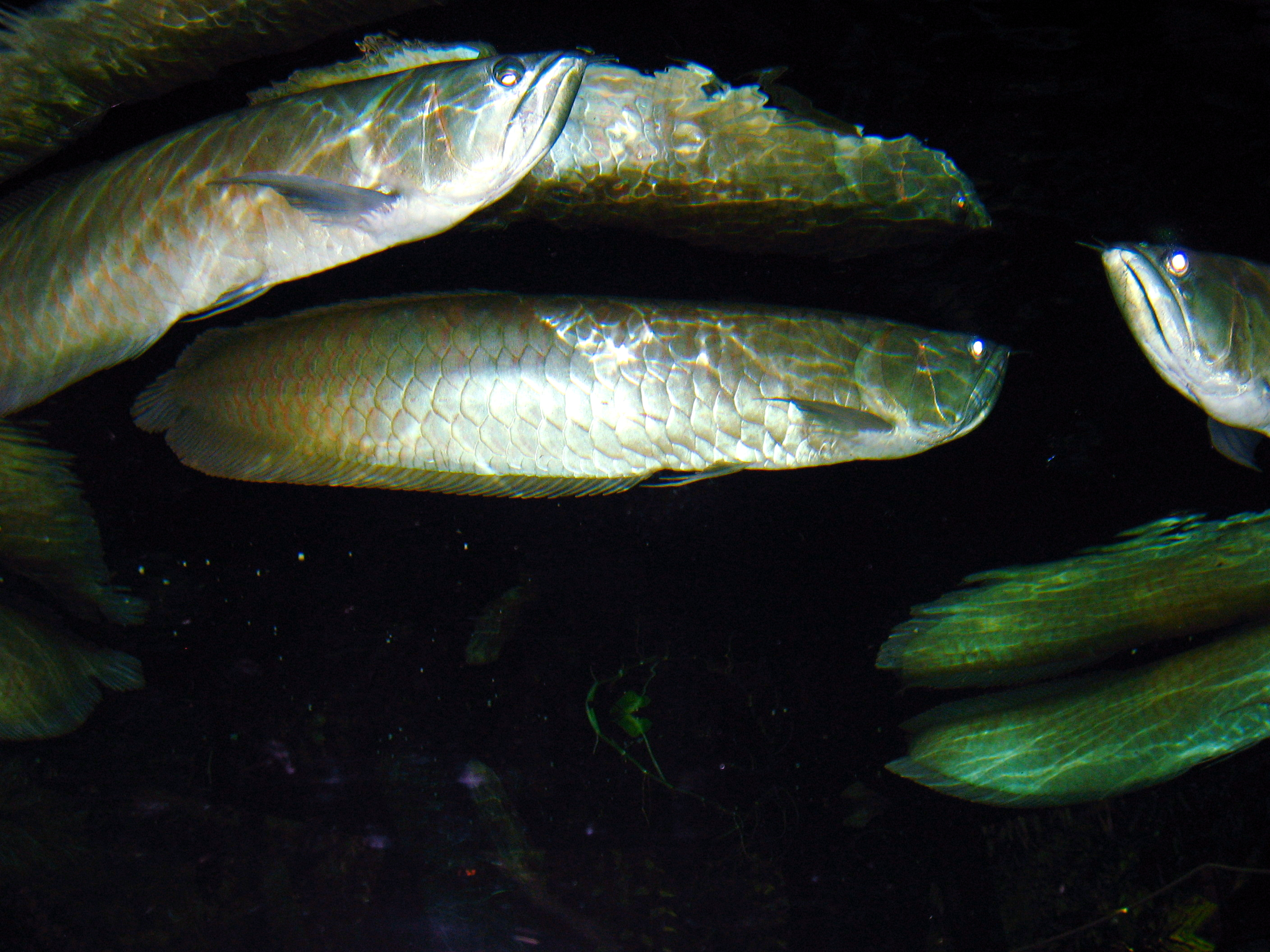
Hejno arowan

Arowana dvojvousá či ostnojazyčnatec dvouvousý nebo i kadal dvouvousý (Osteoglossum bicirrhosum, Cuvier 1829) je dravá sladkovodní ryba z čeledi ostnojazykovitých, která původně pochází z oblasti Jižní Ameriky. V současnosti je chována i jako akvarijní rybička, která vyžaduje větší akvárium. Často je agresivní k jedincům svého druhu, které napadá.

## Popis
Arowana dorůstá ve volné přírodě velikosti 120 cm s maximální změřenou hmotností okolo 6 kg. Samice má oproti samci plnější bříško a je zde i viditelný rozdíl v délce řitní ploutve, která je u samce prodloužena a táhne se přes půlku těla k malé ocasní ploutvi. V přední části se nachází středně velká hlava, za kterou se táhne štíhlé protáhlé tělo. Tlama má nepravidelný tvar a spodní čelist je zahnutá vzhůru. Na jejím začátku jsou dva vousy. Oči jsou vzhledem k rozměrům hlavy malé. Hřbetní ploutev začíná přibližně až v druhé třetině těla.
Arowana má značně variabilní zbarvení lišící se jedinec od jedince. Může být pozorována v odstínech stříbrné, zlaté, černé až po červenou barvu. Tělo je pokryto velkými šupinami.

## Výskyt

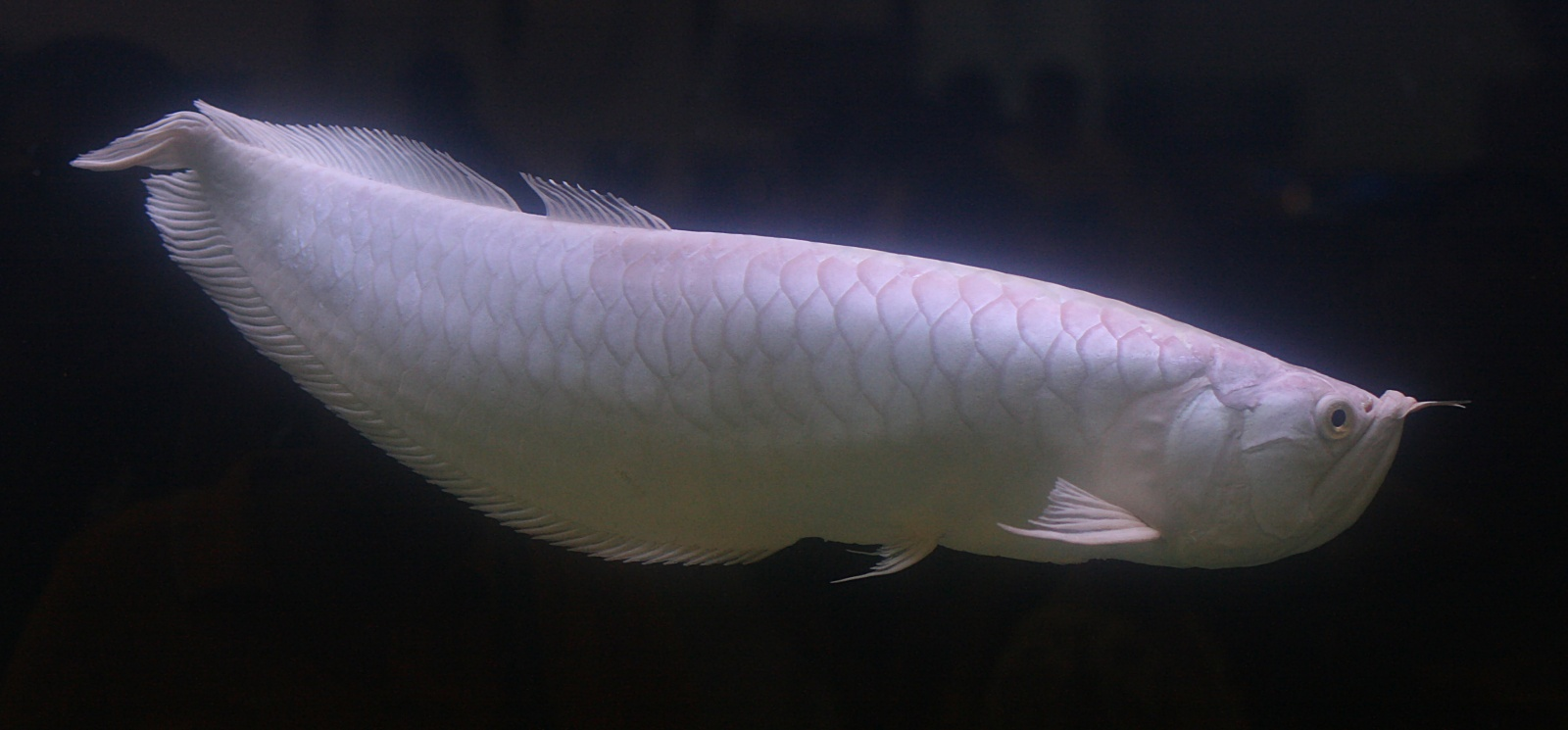
Tzv. sněžná arowana

Arowana pochází z oblasti Jižní Ameriky, kde volně žije ve sladké vodě převážně v oblasti povodí Amazonky, ale také v oblastech západního Orinoka a oblasti Rupununi, kde obývá zatopené a bažinaté oblasti. Žije převážně v mělkých vodách, kde snadněji nachází potravu. Preferuje vody o teplotě mezi 25 až 27 °C (jiné zdroje uvádějí teplotu 24 až 30 °C). V současnosti se občas objevuje i v dalších lokalitách jako například v oblasti Kalifornie a Nevady, ale tyto výskyty má na svědomí umělé vypuštění člověkem na jiná místa.
Arowana je schopna přežívat i ve vodě, která má snížený obsah kyslíku.

## Potrava
Arowana je dravá ryba, která požírá všechno možné od hlodavců až po hmyz, napadá malé rybky, které nepřesahují zpravidla velikost 10 cm. Pro lov využívá speciální techniku, kdy zůstává blízko pobřeží a čeká, až se přiblíží její kořist. Poté vystartuje směrem od zdola vzhůru a uloví svoji kořist. Často se schovává v oblasti padlých stromů do vody, čímž se maskuje před zraky kořisti. Když se oběť přiblíží, arowana vyskočí nad hladinu a uloví drobný hmyz, pavouky, ptáky, či hlodavce.
V jejím žaludku byly mimo tyto příklady pozorovány i zbytky krabů, opic, hadů a dalšího organického materiálu pocházejícího z rostlin. Dá se předpokládat, že arowana je schopna pozřít v podstatě cokoliv.

## Rozmnožování

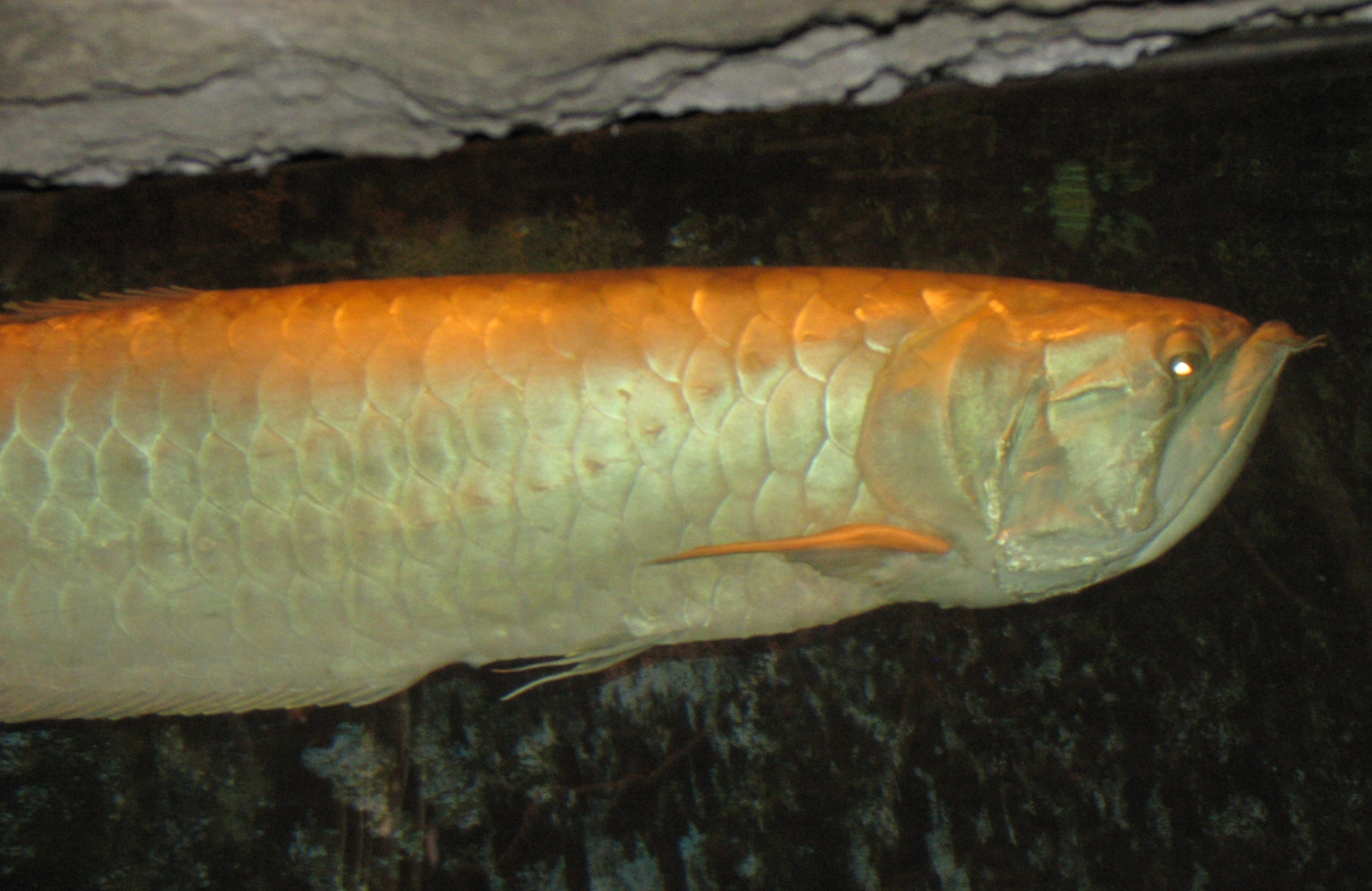
Detail hlavy a velkých šupin

Doba rozmnožování je spojena s pravidelnými záplavami v obývaných oblastech, které se objevují na přelomu prosince a ledna.
Během rozmnožování samice klade velké jikry. Ty následně samec pozře do svých úst. V jeho ústech pak jsou jikry ochraňovány a uskladněny dlouho potom, co se z jiker vylíhnou mladé rybky. V některých případech se může stát, že samec přechovává v tlamě rybky po dobu až 50 dní a během vypuštění mladých rybek do okolí mohou tyto rybky dosahovat velikosti až 10 cm.

## Hospodářský význam
Arowana je v oblasti Amazonie hojně lovena místními rybáři, kteří z ní mají značný profit. Jedná se o důležitou rybu pro místní rybářský průmysl. Ryba je velkým zdrojem proteinů v porovnáním s dalšími rybími druhy obývající Amazonii, současně má malý podíl tuku.

### Akvaristika
Doporučuje se chovat ji ve velikém akváriu, které přesahuje minimální objem 500 litrů vody a to samostatně, jelikož k ostatním jedincům svého druhu je agresivní. V případě, že jsou spolu s ní do akvária umístěny malé rybky, jsou napadány, jelikož je arowana považuje za potenciální kořist. Větších ryb si nevšímá a je možné je chovat společně s ní. K roku 2008 se mladé rybky prodávaly ve specializovaných obchodech za cenu 1 až 15 amerických dolarů.
Pro chování v zajetí se doporučuje využívat vodu, které má pH mezi 6,0 až 6,6.

## Odraz v kultuře
Arowana má mezi lidmi z kmene Caboclo zvláštní postavení, jelikož je podávána ženám jako jedna z mála věcí, které mohou konzumovat v době po porodu.